# Tranvia Bellavista
La tranvia Bellavista era una breve tranvia a trazione equina che collegava la stazione di Bellavista sulla ferrovia del Monte Generoso all'Hotel Monte Generoso.
Fu in esercizio dal 1891 al 1938.

## Storia
Il 28 febbraio 1891 Carlo Pasta, che aveva aperto nel 1867 un albergo sul Monte Generoso in località Bellavista, chiese la concessione federale per una tranvia a cavalli al fine di servire il proprio albergo (l'unico presente sulla montagna), distante circa 500 metri dalla stazione di Bellavista sulla ferrovia del Generoso, aperta l'anno precedente. Ottenuta la concessione a giugno 1891, la linea aprì il successivo 1º settembre.
Deceduto Pasta nel 1893 poco dopo aver rilevato anche la concessione della ferrovia del Generoso, le concessioni per entrambe le linee passarono agli eredi, i quali le mantennero sino al 1909: in quell'anno vennero cedute tutte le attività alla Società Anonima del Monte Generoso, costituitasi il 25 febbraio 1909 a Capolago. La concessione passò ufficialmente alla nuova società nel 1910: la stessa richiese nel 1911 l'abolizione della concessione, sostenendo che la linea fosse esclusivamente a servizio degli ospiti dell'hotel Pasta e non fosse un servizio di trasporto pubblico, ma il Consiglio degli Stati respinse la proposta.
Nel 1914 venne ordinata la liquidazione della concessionaria: le sue attività, inclusa la tranvia, vennero vendute all'asta nel 1916 alla Nuova Società Anonima del Monte Generoso, costituitasi nel maggio di quell'anno. La linea chiuse il 31 ottobre 1938.

## Caratteristiche

### Percorso
|  | Continuation backward |

| Unknown route-map component "uexKBHFa" | Station on track |  |

| Unused straight waterway | One way leftward | Unknown route-map component "CONTfq" |

| Unknown route-map component "uexKBHFe" |

## Materiale rotabile

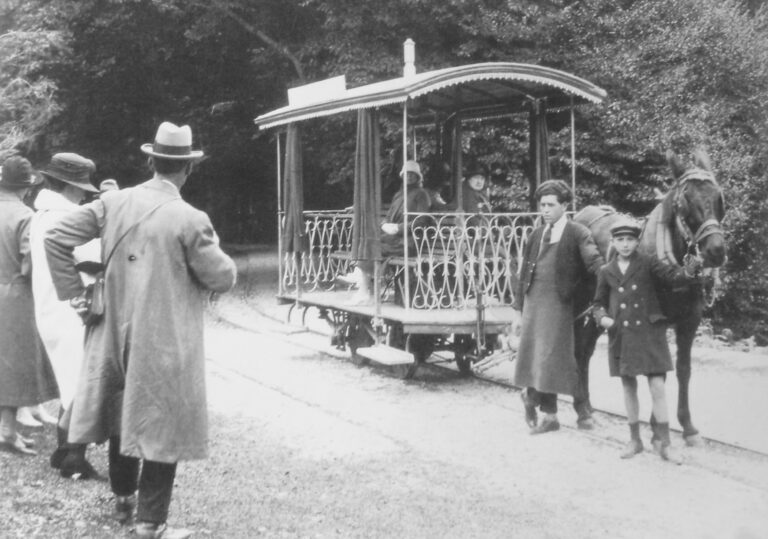
Il tram a cavalli nei pressi della stazione Bellavista (1925)

Sulla linea prestò servizio una carrozza giardiniera, trainata da un cavallo.